# Садо (острів)
Острів Садо (яп. 佐渡島, さどがしま, садо-ґа-сіма, «садоський острів») — острів у східній частині Японського моря. Належить префектурі Ніїґата, Японія. За винятком 4 великих островів Японського архіпелагу є четвертим за величиною японським островом після Ітурупа, Кунашира і Окінави.
Адміністративним центром острова є однойменне місто Садо, що займає усю площу цього острова.

## Географія
На 1 січня 2008 року площа острова становила 855,26 км², населення — 65 037 мешканців, а густота населення — 76 осіб/км².
Обриси острова з повітря нагадують нахилену вправо українську букву «Н». Його рельєф поділяється на три окремі зони: гірський район Великого Садо на північному заході, пагорбистий район Малого Садо на південному сході та рівнинний район Кунінака, що знаходиться між ними.
Гори Великого Садо відносно високі. Найвища точка, гора Кімпоку (金北山) — 1172 м. Цей район має гарні краєвиди і є складовою національного парку Садо-Яхіко-Йоне. Найбільш відоме місце Великого Садо — затока Сенкаку (尖閣湾).
Пагорби Малого відносно низькі. Найвища точка — це гора Дайті (大地山), висотою 645 м. Південна частина цього району також зарахована до вищезгаданого парку.
Рівнина Кунінака займає центральну частину острова і досить широкою. Її ґрунти збагачуються водами річок, що стікають з сусідніх гір. На сході і заході рівнину омивають води заток, схожих одна на одну за формою — Рьоцу і Мано. В останню впадає найбільша річка острова — Кокуфу. На східному краю рівнини розташоване невелике озеро Камо.

## Історія

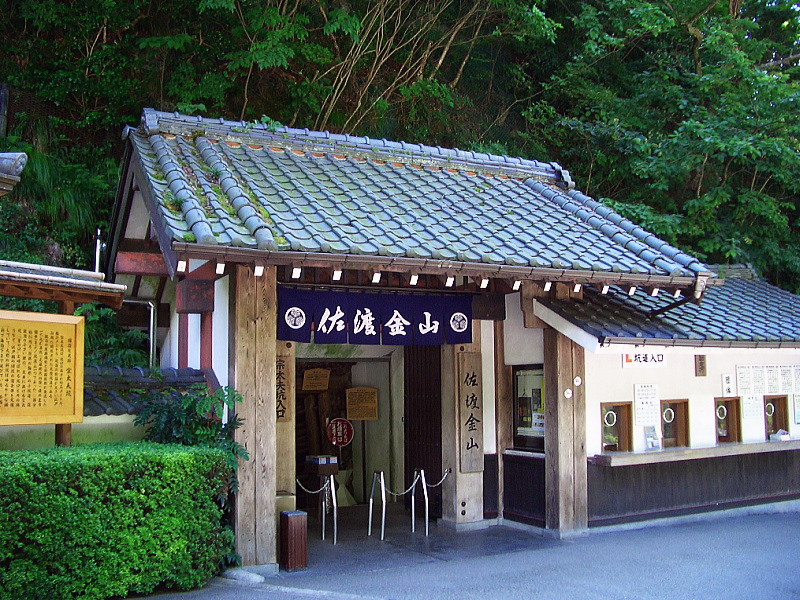
Золота копальня Садо.

Острів Садо здавна служив місцем заслання політичних в'язнів. У 8 столітті тут була сформована окрема провінція Садо.
У 16 столітті в Садо були відкриті поклади золота. До 17 століття вони знаходилися під контролем роду Уесуґі. Згодом копальні Садо перейшли до дому сьоґунів Токуґава.
Впродовж період Едо (1603–1867) Садо перебував під безпосереднім контролем сьоґунату.
1 березня 2004 року усі населенні пункти острова об'єдналися у місто Садо.